# 频率 (统计学)
统计学裡，一事件{\displaystyle i}的频率，可以表示為{\displaystyle f_{i}}，是在實驗中觀測到事件{\displaystyle i}的次數与总实验次数的比值。例如在擲骰子100次的隨機實驗中，有16次擲出6點，則在該實驗中，「擲出6點」事件的頻率為0.16。
事件{\displaystyle i}的频数（或次數），即為實驗中觀測到事件{\displaystyle i}的次數。
實務上，常會將各事件的頻率用圖表或是表格方式表示。

## 種類
累計頻率（cumulative frequency）是事件經排序後，在特定點以下之事件的頻率總和。。
可以將所有事件的頻率{\displaystyle f_{i}}繪出，即為頻率分布（frequency distribution）。

## 頻率分佈
頻率分佈（frequency distribution）可以呈現一個分為各互斥分組資料的情形，以及各組的數量。這是呈現未組織資料（例如選舉結果、某區域的的人口收入、畢業生助學貸款金額）的方式。呈現頻率分佈的圖表有直方图、条形图、折線圖及圓餅圖。頻率分佈可以用在量化和質化的資料。

### 建構頻率分佈
1. 決定分組組數。若統計的是量化的資料，需要決定分組的組數。組數太多或是太少會無法呈現資料的特性，也有可能很難依該組數來進行分組和分析。理想的分組組數可以參考：{\displaystyle {\text{number of classes}}=C=1+3.3\log n}（log是以10為基底），或是依直方圖的「方根公式」{\displaystyle C={\sqrt {n}}}，其中n是資料的總數（若是像人口資料的統計，用後者會分太多組）。不過這些公式只是作為參，還是需要依實際情形作調整。
2. 用資料最大值和最小值計算資料全距（全距=最大值 – 最小值）。全距會用來決定每一組的寬度。
3. 決定每一組的寬度，以h來表示，公式為{\displaystyle h={\frac {\text{range}}{\text{number of classes}}}}（假設每一組的寬度都相同）。

一般來說每一組的寬度會相同。所有的組總和需要從數據中的最小值到最大值都包括在內。在頻率分佈上一般會傾向使用相同的組寬，不過有些時候使用不同的組寬（例如使用對數區問），才能完整的看到數據的資訊，避免有許多區間沒有資料，或是只有極少量資料的情形。
1. 決定第一組的下限。一般會小於或等於最小值。
2. 每觀測一個資料，就在其對應的分組加上一個記號，直到所有的資料都记錄完為止。
3. 依需求計算頻率、相對頻率、累計頻率等資訊。

以下是一些常用來呈現頻率分佈的圖表：

### 直方圖
直方圖是用相鄰的長方形呈現頻率分佈情形的圖表，每一個長方形對應某一區間內的事件，其長方形的高度會對應此區間內的頻率密度（頻率除以區間寬度），因此長方形面積即對應其頻率。直方圖的總面積即為資料的筆數。也可以用直方圖顯示标准化後的相對頻率，可以呈現各分類下的比例，總面積對應1。一般來說會將分類劃分為數個連續不重疊的區間，各區間多半是等寬度的。繪圖時會將直方圖的各長方形繪成是相鄰的，以表示其原始變數的連續性。

### 条形图
条形图（bar chart、bar graph）是用長方形的長度表示變量的統計圖表。長方形長條可以水平放置，也可以垂直放置。

### 頻率分佈表
頻率分佈表是用表格表示抽樣中一個或是多個變數的情形。表格的每一橫行是某個特殊分組或是區間出現的頻率或是次數，這個表可以總結抽樣中的統計分佈。
以下是一個單變數的頻率表，會列出問卷每一種回應的頻率。
| 排名 | 同意程度   | 頻数 | 频率  |
| ---- | ---------- | ---- | ----- |
| 1    | 強烈同意   | 22   | 0.216 |
| 2    | 有些同意   | 30   | 0.294 |
| 3    | 不確定     | 20   | 0.196 |
| 4    | 有些不同意 | 15   | 0.147 |
| 5    | 強烈不同意 | 15   | 0.147 |

以下是班上學生的身高的頻率表
| 身高範圍      | 學生人數 | 累計數量 |
| ------------- | -------- | -------- |
| 小於 5.0 英尺 | 25       | 25       |
| 5.0-5.5 英尺  | 35       | 60       |
| 5.5-6.0 英尺  | 20       | 80       |
| 6.0-6.5 英尺  | 20       | 100      |

## 詮釋
在頻率論（Frequentist probability）詮釋的概率下，會假設隨著樣本數量的一直增加，特定事件出現的比率最終會接近一個定值，稱為有限相對頻率（limiting relative frequency）。
此一詮釋和貝氏機率的結論相反。頻率學派（frequentist）一詞最早是由Maurice Kendall在1949年開始使用，和Bayesian相對（Maurice稱為是非頻率學派，non-frequentists）。他觀察到
3....我們可以大致區分兩種主要的態度。一種將概率視為是「理性信念的程度」，或是其他類似的概念...另一種將概率定義成某事件發生的頻率，或是在整體中的相對比例(p. 101)
...
12. 可能會有人認為，頻率學派和非頻率學派（若我這樣稱呼那些人的話）的差異主要是因為個自聲稱涵蓋領域的不同(p. 104)
...
我斷言不是這樣的 ... 我認為，頻率學派和非頻率學派本質上的差異是，前者為了避免任何觀點問題，用客觀的特性（可能是真的，也可能是假想的）來定義概率，而後者就不然

## 應用
處理和操作表格化的事件頻率資訊，比處理原始資料會簡單多了。有簡單的演算法可以根據表格計算中位數、平均、標準差等。
假說檢定可以用來評估二個頻率分佈的差異和類似性。評估包括量測集中趋势，像是平均数及中位數，也會評估离散程度，像是標準差和方差。
若頻率分佈的平均和中位數有顯著差異，會稱為頻率分佈具有偏度，另一種說法則是非對稱。頻率分佈的峰度是量測在頻率分佈兩側的量在總量中的比例。若其分佈比常態分佈要分散，則稱為高狹峰（leptokurtic），反之，則為低狹峰（platykurtic）。
字母频率分佈可以用在频率分析上，用以破解密碼，也可以用來比較不同語言之間（例如希臘文、拉丁文）的字母相對頻率。